# Partido Político Rural e Urbano
O Partido Político Rural e Urbano é um partido político das Ilhas Salomão criado em junho de 2010 pelo parlamentar Samuel Manetoali como divisão do Partido para o Progresso Rural, especificamente para participar das eleições gerais de agosto de 2010.
As prioridades políticas declaradas pelo partido sobre seu lançamento foram o crescimento econômico e a segurança. Manetoali pediu que os centros de pequenas empresas sejam instalados em todo o país, junto com as infraestruturas adequadas, para permitir a participação da população local nos negócios e estimular o crescimento.
Manetoali foi eleito em sua zona eleitoral de Gao/Bugotu, mas nenhum outro candidato do partido obteve um assento no Parlamento. Manetoali apoiou então a candidatura vitoriosa de Danny Philip para o primeiro-ministro, e obteve o cargo de ministro do Turismo e Cultura no gabinete parlamentar de Philip.